# Aleurotrachelus souliei
Aleurotrachelus souliei es una especie de insecto hemíptero de la familia Aleyrodidae y la subfamilia Aleyrodinae. Se distribuyen por el África subsahariana.
Fue descrita científicamente por primera vez por Cohic en 1969.